# Oskar Jaśkiewicz
Oskar Jaśkiewicz (* 15. Juni 1996 in Nowy Targ) ist ein polnischer Eishockeyspieler, der seit 2022 beim GKS Tychy in der Polska Hokej Liga unter Vertrag steht.

## Karriere

### Club
Oskar Jaśkiewicz, der aus der Jugendabteilung von Podhale Nowy Targ stammt, debütierte 2013 als 17-Jähriger für den Klub in der Ekstraliga. Nachdem er 2019 zum Ligakonkurrenten GKS Katowice gewechselt war, folgten zahlreiche weitere Vereinswechsel und er spielte in schneller Abfolge für den HK Njoman Hrodna, erneut Podhale Nowy Targ, Zagłębie Sosnowiec und den Kalmar HC, bevor er sich 2022 dem GKS Tychy anschloss, mit dem er 2023 polnischer Vizemeister wurde.

### International
Für Polen nahm Jaśkiewicz im Juniorenbereich jeweils an der Division I der U18-Weltmeisterschaft 2014 und der U20-Weltmeisterschaften 2015 und 2016, als er zum besten Spieler seiner Mannschaft gewählt wurde, teil.
Sein Debüt in der Herren-Nationalmannschaft gab er in der Saison 2016/17. Bei den Weltmeisterschaften 2019, 2022 und 2023, als den Polen erstmals seit dem Abstieg 2002 die Rückkehr in die Top-Division gelang, stand er für sein Heimatland in der Division I auf dem Eis. Zudem vertrat er seine Farben bei der Olympiaqualifikation für die Winterspiele 2022 in Peking.

## Erfolge
- 2022 Aufstieg in die Division I, Gruppe A, bei der Weltmeisterschaft der Division I, Gruppe B
- 2023 Aufstieg in die Top-Division bei der Weltmeisterschaft der Division I, Gruppe A

## Ekstraliga/PHL-Statistik
(Stand: Ende der Spielzeit 2022/23)